# Іщенко Сергій Михайлович
Сергі́й Миха́йлович І́щенко (нар. 22 грудня 1975 — пом. 20 січня 2015) — український військовик, солдат Збройних сил України, учасник Війни на сході України. Кавалер ордена «За мужність». Один із «кіборгів».

## Життєпис
Закінчив 1-шу Роздільнянську ЗОШ, профтехучилище в місті Роздільна, пройшов строкову службу в армії. Згодом переїхав до Дніпра, де працював.
У часи війни призваний за мобілізацією, солдат, радіотелеграфіст-кулеметник 74-го окремого розвідувального батальйону.
6 січня 2015 року зі своїм підрозділом виїхав на ротацію до Донецького аеропорту. Коли прорвався БТР забирати вояків, Сергій поступився своїм місцем пораненому побратиму — терористи дали йому псевдо «Катастрофа». Загинув 20 січня у бою з російськими збройними формуваннями в новому терміналі аеропорту, до останнього вів бій та надавав допомогу пораненим побратимам.
14 липня 2015 року похований у місті Дніпро на Краснопільському цвинтарі.
Без Сергія лишилися мама Віліна Петрівна та дружина Олена.

## Нагороди та вшанування
- Указом Президента України № 553/2015 від 22 вересня 2015 року, «за мужність, самовідданість і високий професіоналізм, виявлені у захисті державного суверенітету та територіальної цілісності України, вірність військовій присязі», нагороджений орденом «За мужність» III ступеня (посмертно)[1].
- Нагороджений нагрудним знаком «За оборону Донецького аеропорту» (посмертно).
- Вшановується в меморіальному комплексі «Зала пам'яті», в щоденному ранковому церемоніалі 20 січня[2][3].
- На честь Сергія у місті Роздільна названий провулок Сергія Іщенка та встановлена меморіальна дошка у Роздільнянському ліцеї №1, де він навчався[4], та пам'ятна плита.
- Щороку в Роздільній проводять відкриту першість Одеської області з дзюдо серед дітей на честь Сергія Іщенка[5].